# Orbita (Hiszpania)
Orbita – gmina w Hiszpanii, w prowincji Ávila, w Kastylii i León, o powierzchni 14,39 km². W 2011 roku gmina liczyła 87 mieszkańców.